# Hans Christian Blech
Hans Christian Blech (Darmstadt, 1915. február 20. – München, 1993. március 5.) német színész.

## Életpályája
Vidéki színtársulatok tagja volt, filmpályafutását az NDK-ban a DEFA-nál kezdte. 1939–1945 között a második világháborúban a keleti fronton harcolt, ahol egy autóbaleset után heges lett az arca. 1950 táján az NSZK-ban telepedett le.

## Munkássága
Jó jellemábrázoló; legkiválóbb alakítását a megrázó erejű Bekerítve (1961) című filmben mint a német kommunista fogoly nyújtotta. 1962-ben A leghosszabb nap című filmben Werner Pluskat őrnagyot, 1965-ben A halál ötven órájában Conradot, a főszereplő Hessler ezredes tisztiszolgáját alakította. 1979-ben Bambi-díjat kapott a Kés a fejben című filmben nyújtott alakításáért. 1985-ben a Redl ezredes című magyar–német–osztrák-jugoszláv filmben von Roden cs. és kir. ezredes alakítójaként olyan magyar színészekkel dolgozott együtt, mint például Mensáros László, Bálint András és Gálffi László. 1990-ben a Magyar rekviem című filmben Cserhalmi György, Eperjes Károly és Benkő Gyula partnere volt.

## Filmjei
- A Blum ügy (1948)
- Döntés hajnal előtt (1951)

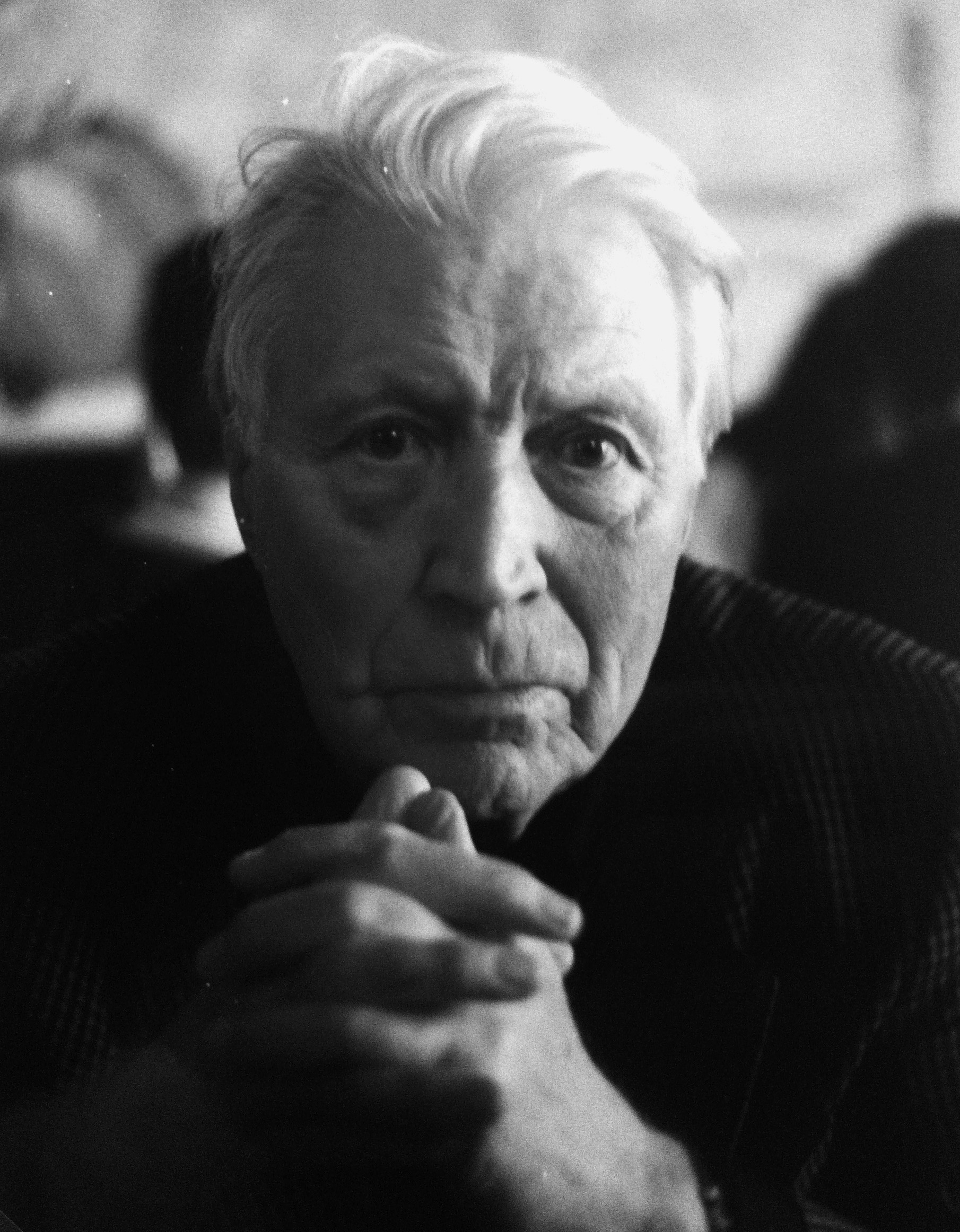
Blech 1990-ben

- Sauerbruch – Ez volt az életem (Sauerbruch – Das war mein Leben) (1954)
- Banditák az autóúton (Banditen der Autobahn) (1955)
- Gyerekek, anyák és egy tábornok (Kinder, Mütter und ein General) (1955)
- Bekerítve (1961)
- A leghosszabb nap (1962)
- Az öreg hölgy látogatása (1964)
- Morituri (1965)
- A halál ötven órája (1965)
- A tolvaj (1966)
- A remageni híd (1969)
- Cadillac (1969)
- Tetthely (1971)
- A skarlát betű (1973)
- Az orchidea húsa (1975)
- Téves mozdulat (1975)
- Piszkoskezű ártatlanok (1975)
- Veszélyesen élni (1975)
- Kés a fejben (1978)
- A varázshegy (1981)
- Collin (1981)
- Redl ezredes (1985)
- Magyar rekviem (1990)
- Wer zu spät kommt - Das Politbüro erlebt die deutsche Revolution (1990)

## Díjai
- Bambi-díj (1979) Kés a fejben
- Arany Kamera díj (1982) Collin (megosztva: Curd Jürgens)
- Adolf Grimme-díj (1991) Wer zu spät kommt - Das Politbüro erlebt die deutsche Revolution (megosztva: Jürgen Flimm, Susanne Glaser, Christoph Bantzer)